# 대한민국 민법 제254조
대한민국 민법 제254조는 매장물의 소유권취득에 대한 민법 물권법 조문이다.

## 조문
제254조(매장물의 소유권취득) 매장물은 법률에 정한 바에 의하여 공고한 후 1년내에 그 소유자가 권리를 주장하지 아니하면 발견자가 그 소유권을 취득한다. 그러나 타인의 토지 기타 물건으로부터 발견한 매장물은 그 토지 기타 물건의 소유자와 발견자가 절반하여 취득한다.

第254條(埋藏物의 所有權取得) 埋藏物은 法律에 定한 바에 依하여 公告한 後 1年內에 그 所有者가 權利를 主張하지 아니하면 發見者가 그 所有權을 取得한다. 그러나 他人의 土地 其他 物件으로부터 發見한 埋藏物은 그 土地 其他 物件의 所有者와 發見者가 折半하여 取得한다.